# Aage Louis Dessau
Aage Louis Dessau (25. maj 1889 i København – 10. oktober 1975) var en dansk erhvervsmand.
Dessau var søn af grosserer Hartvig Dessau (død 1920) og hustru Anna født Meyer (død 1919). Han blev student fra Gammelholms Latin- og Realskole 1907; uddannet hos Philip W. Heyman i København 1907-09, hos B. Luria & Co. i Hamborg 1909-11 samt hos Melchior, Armstrong & Dessau i New York 1911-14; etableret i London under firma Aage L. Dessau 1915-17; adm. direktør for The Continental and Oversea Trading Co. i Paris 1917-25 og efter selskabets sammenslutning i 1925 med Cie du Francais adm. direktør for dette selskab 1925-30; stifter af og adm. direktør for A/S A.L. Dessau & Cie i Paris fra 1931. 
Dansk repræsentant i Paris ved Det Internationale Handelskammer og dansk medlem af dets voldgiftsdomstol 1921-71, formand for Dansk Understøttelsesforening i Paris.
Han blev gift 11. juni 1921 med Anna f. Drechsel, f. 5. december 1899, datter af kgl. borgmester Ernst Drechsel (død 1932) og hustru Betzy Louise (Bess) f. Tutein (død 1944).
Han var Kommandør af Dannebrogordenen og Dannebrogsmand samt Ridder af Æreslegionen af 4. grad.